# Bourse de Tel Aviv
La Bourse de Tel-Aviv (TASE : Tel Aviv Stock Exchange) est la bourse d'Israël. 

## Histoire
Fondée en 1935 par la Anglo-Palestine Bank, qui deviendra, quelques années plus tard, la Banque Leumi, « the Exchange Bureau for Securities » fut le précurseur de la Bourse de Tel Aviv. 
Lors de la création d’Israël en 1948, la croissance rapide de l’économie israélienne poussa un grand nombre de banques et de courtiers à se doter d’une véritable bourse de valeurs mobilières. C’est ainsi qu’en décembre 1953, une place financière vit le jour à Tel Aviv. En 1983, la Bourse prend ses quartiers permanents au 54 Ahad Ha’am Street à Tel Aviv et ouvre ses portes cinq jours par semaine, du dimanche au jeudi.

## Activité
La Bourse de Tel Aviv compte quelque 600 sociétés dont 60 cotées sur les autres marchés internationaux, essentiellement au NASDAQ et au NYSE mais aussi sur les bourses européennes. 
La capitalisation boursière (actions uniquement) avoisine les 122,6 milliards de dollars. L’année 2005 a été une très bonne année pour l’économie israélienne, pour les sociétés cotées ainsi que pour les investisseurs. Les indices boursiers ont augmenté de 20 % en 2005 clôturant ainsi une croissance de plus de 130 % au cours des trois dernières années. La participation étrangère est passée à 2,1 milliards de dollars en 2005, soit 11 % du marché.
La Bourse de Tel Aviv traite environ 900 valeurs (actions, bons de souscription et obligations convertibles). Le marché des titres à revenu fixe est constitué pour l’essentiel d’obligations du Trésor.
Les principaux indices boursiers israéliens sont le TA-35 (équivalent israélien du CAC 40) et le TA-100. Ces indices représentent respectivement les 35 et les 100 plus importantes capitalisations boursières du marché dont les plus connues sont Teva, Bank Hapoalim, Bank Leumi, Bezeq et Israel Chemicals. Le Tel Tech est l’indice des valeurs technologiques, sorte de Nasdaq israélien.